# Корлякова, Виктория Владимировна
Виктория Владимировна Корлякова (род. 6 ноября 1988, Тюмень) — российская актриса театра и кино.

## Биография
Родилась 6 ноября 1988 года в Тюмени. В 2007 году окончила кафедру режиссуры Тюменского государственного института культуры.
В 2011 году окончила Школу-студию МХАТ (мастерская Р. Е. Козака и Д. В. Брусникина). В том же году стала актрисой театра «У Никитских ворот». Играет ведущие роли во всех основных спектаклях театра. Также была ассистентом режиссёра в спектаклях «Ганди молчал по субботам» и «Сцены из супружеской жизни».
Марк Розовский: «Что бы ни играла Виктория Корлякова, — получается шедевр. Это тот самый случай, когда красота сочетается с нутром. А ведь это и необходимо во всех её ролях — и в бунинской Сосновской, и в Тамаре Полуэктовой („Роман о девочках“), и в Анне Карениной, и в Софье („Горе без ума“)».
Михаил Брацило («Москультура») о роли в спектакле «Роман о девочках»: «Виктория Корлякова сыграла роль Тамары на одном дыхании, на взведённом нерве. Я видел, насколько она была уставшей после спектакля на поклонах. Она всю себя отдала этой роли. И это была великолепная работа большого мастера. Взросление героини и её переход от романтизма к циничности она показала очень тонко».
Анна Бояринова («Культура ВРН») о роли в спектакле «Трамвай «Желание»»: «Корлякова создала Бланш по-американски: форма здесь важнее содержания, то есть внешний вид порой заслоняет душевную муку Бланш. Но когда ни с того и ни с сего, по принципу синкопы, её душа обнажается, зрителю становится очевидна тяжелая грусть, которую она носит в себе. В финале Бланш Корляковой уезжает в дурдом оскверненной гордячкой, красивой и упрямой. Она вызывает не столько жалость, сколько восхищение – такие тоже лежат в палате номер 6».
Также Виктория играла в спектаклях «Поле» в театре «Практика» и «Жизнь подо льдом» в «Доме музыки».
Начала свою карьеру в кино в 2007 году. Играла главные роли в сериалах «Живая мина», «Эра медведей», «Заповедный спецназ», «Лучше, чем люди», «Amore More», «Чёрное солнце». Также играла в сериалах «Квест», «Последний мент», «Садовое кольцо», «Год культуры» и других.

## Личная жизнь
Замужем за актёром Максимом Стояновым. В 2015 году у супругов родилась дочь Ульяна.

## Театральные работы
Театр «У Никитских ворот»
- Рене Дюшен — «Выпивая в одиночестве», Н. Фостер (2011, реж. В. Шейман)
- Тамара Полуэктова — «Роман о девочках», В. Высоцкий (2011, реж. М. Розовский)
- Вязопуриха, Матье, Мари — «История лошади», Л. Толстой (2012, реж. М. Розовский)
- Мария Сосновская — «Дело корнета Елагина», И. Бунин (2012, реж. М. Розовский)
- Энн Салливан — «Сотворившая чудо», У. Гибсон (2012, реж. В. Доценко)
- Бланш Дюбуа — «Трамвай «Желание»» Т. Уильямс (2014, реж. М. Розовский)
- Елена Андреевна — «Дядя Ваня» А. Чехов (2014, реж. М. Розовский)
- «Харбин-34» (2015, реж. М. Розовский)
- Анна Каренина — «Анна Каренина. Lecture» В. Набоков (2015, реж. М. Розовский)
- Лиза — «Ганди молчал по субботам» А. Букреева (2016, реж. Г. Полищук)
- Софья Павловна — «Горе без ума» А. Грибоедов (2018, реж. М. Розовский)
- Екатерина II — «Капитанская дочка» А. Пушкин (2018, реж. М. Розовский)
- Марианна — «Сцены из супружеской жизни» И. Бергман (2019, реж. С. Уусталу)
- Тереза Ракен — «Тереза Ракен» Э. Золя (2020, реж. М. Розовский)

Театр «Практика»
- «Поле» Ч. Айтматов (2020, реж. М. Брусникина)

«Дом музыки»
- Шапорина, Щербачева — «Жизнь подо льдом» (2022, реж. Д. Сердюк)

## Фильмография
- 2007 — Закон и порядок: Отдел оперативных расследований − 2 — Вика
- 2012 — Команда Че — Даша Звягина
- 2014 — Архи — Катя
- 2015 — Отбросы (не завершён) — Женя[21]
- 2015 — Врач — Марина, травматолог
- 2015—2017 — Последний мент — Татьяна Маркова, психоаналитик
- 2015—2017 — Квест — Регина Лацис
- 2016 — Анна-детективъ — Женя
- 2017 — Садовое кольцо — Соня, журналистка
- 2018—2022 — Год культуры — Алла Черткова, телекорреспондент
- 2018 — Ищейка-3 — Вера Шаталина, жена Михаила
- 2018—2019 — Лучше, чем люди — Ирина Плещеева, эксперт-криминалист
- 2019 — Живая мина — Мария Веснецова, следователь
- 2019 — Две девицы на мели — Кристина
- 2020 — Анатомия убийства-3 — Анна Липкина
- 2020 — Вспышка — Галя Елисеева
- 2020 — Эра медведей — Катя Галицкая, мама Вари
- 2020—2023 — Заповедный спецназ — Елена Шапошникова
- 2020 — Королева — тренер
- 2020 — Парадоксы — девушка с ребёнком
- 2021 — Ряд 19 — Инесса, стюардесса
- 2022 — Amore More — Даша, архитектор
- 2022 — Власть — Ольга
- 2022 — Алиса не может ждать — директор фитнес-клуба
- 2023 — Доктор Краснов — Ирина Новицкая
- 2023 — Подружки невесты — Жанна
- 2023 — Птица счастья — Катерина Львовна[22]
- 2023 — Стрим — Кристина Поплавская
- 2023 — Чёрное солнце — Габи / Габриэла Унгуряну
- 2024 — Трудная — Рябинина

## Награды
- 2014 — Приз I Всероссийского театрального фестиваля «Русская классика. Страницы прозы» в номинации «Лучшая женская роль» за роль Марии Сосновской в спектакле «Дело корнета Елагина»[23]